# Jay Laurence Lush
Jay Laurence Lush (Shambaugh, Iowa, 3 de janeiro de 1896 – 22 de maio de 1982) foi um geneticista estadunidense. Foi um pioneiro da genética animal que fez contribuições fundamentais à pecuária. É reconhecido frequentemente como o "pai" da moderna criação de animais.
Lush recebeu a Medalha Nacional de Ciências de 1968 e o Prêmio Wolf de Agronomia de 1979.

## Obras
- Lush, J.L. (1943). Animal Breeding Plans. [S.l.]: Collegiate Press, Ames